# Focus stacking
Focus stacking (pol. składanie ostrości) – technika w fotografii cyfrowej, w której wykonuje się wiele zdjęć z różną płaszczyzną ostrości i łączy się potem razem w procesie postprodukcji w celu zwiększenia zakresu głębi ostrości na zdjęciu. Liczba zdjęć może wynosić od kilku do nawet kilkuset.
Focus stacking stosuje się głównie w zdjęciach krajobrazowych oraz makrofotografii. Przy zdjęciach krajobrazowych chodzi o to, aby cały kadr był w głębi ostrości, od pierwszego planu aż po horyzont. Często wystarczą 2-3 zdjęcia, aby uzyskać taki efekt. Natomiast w przypadku zdjęć makro, gdzie głębia ostrości jest bardzo mała, często wymagane jest o wiele więcej zdjęć, aby cały fotografowany obiekt był ostry.
Zdjęcia do focus stackingu można wykonywać ręcznie, zmieniając ostrość i wykonując kolejne zdjęcia lub automatycznie dzięki odpowiedniemu aparatowi fotograficznemu np. firmy Olympus lub Nikon. Natomiast składanie docelowego zdjęcia wykonuje się zazwyczaj za pomocą dedykowanego oprogramowania.